# Ходжимирзаев, Анвар Мухаммаджонович
Анвар Мухаммаджонович Ходжимирзаев (узб. Anvar Muhammadjonovich Xojimirzayev; род. 21 октября 1994 года, Наманганская область, Узбекистан) — узбекистанский футболист, нападающий самаркандского «Динамо» и сборной Узбекистана.

## Клубная карьера
Анвар Ходжимирзаев — воспитанник футбольного клуба «Касансай». С 2017 года выступал в Про-Лиге за ферганский «Истиклол». В 2019 году футболиста пригласил клуб Суперлиги «Навбахор». Однако в высшей лиге за команду так и не дебютировал, а через полгода был отдан в ферганский «Нефтчи», который вылетел в Про-Лигу. Но и здесь футболист не задержался, и ещё через полгода ушёл на повышение в клуб Суперлиги «Коканд 1912». В сезоне-2023 Ходжимирзаев стал лидером команды и лучшим бомбардиром Лиги. «Коканд 1912» занял третье место в лиге, но не сумел преодолеть стыковые матчи. Футболисту поступило предложение от тренера самаркандского «Динамо» Вадима Абрамова, который вывел команду в Суперлигу.
В сезоне Суперлиги-2024 Анвар наряду с киргизским форвардом Джоэлем Коджо в составе «Динамо» стали самой продуктивной связкой нападающих чемпионата, забив на двоих 18 мячей. Ходжимирзаев забил 10 мячей и стал лучшим бомбардиром среди узбекских футболистов. Его признали открытием сезона и включил в символическую сборную Суперлиги-2024.

## Карьера в сборной
В январе 2025 года Анвар Ходжимирзаев впервые был приглашен тренерским штабом на сборы национальной команды Узбекистана в ОАЭ. Дебютировал за сборную Узбекистана в товарищеском матче против Иордании. Вышел на поле в начале второго тайма.

## Достижения

### Личные
- Лучший игрок Кубка губернатора Ферганской области («Коканд 1912»): 2021[5];
- Лучший бомбардир Про-Лиги («Коканд 1912»): 2023[6];
- Открытие года в Суперлиге («Динамо»): 2024[7].

## Статистика
| Клуб                 | Сезон | Лига      | Лига  | Лига | Кубок | Кубок | Стыковые матчи | Стыковые матчи | Тотал | Тотал |
| Клуб                 | Сезон | Дивизион  | Матчи | Голы | Матчи | Голы  | Матчи          | Голы           | Матчи | Голы  |
| -------------------- | ----- | --------- | ----- | ---- | ----- | ----- | -------------- | -------------- | ----- | ----- |
| «Нефтчи»             | 2020  | Про-Лига  | 14    | 0    | 0     | 0     | 1              | 0              | 15    | 0     |
| «Коканд 1912»        | 2021  | Суперлига | 9     | 1    | 1     | 0     |                |                | 10    | 1     |
| «Коканд 1912»        | 2022  | Суперлига | 18    | 2    | 3     | 1     |                |                | 21    | 3     |
| «Коканд 1912»        | 2023  | Про-Лига  | 20    | 16   | 3     | 0     | 2              | 0              | 25    | 16    |
| «Динамо» (Самарканд) | 2024  | Суперлига | 25    | 10   | 3     | 0     |                |                | 28    | 10    |
| «Динамо» (Самарканд) | 2025  | Суперлига | 3     | 1    | 0     | 0     | —              | —              | 4     | 1     |
| Общее                | Общее | Общее     | 89    | 30   | 10    | 1     | 3              | 0              | 102   | 31    |